# Кучук-Узенбаш (крепость)
Кучук-Узенбаш (укр. Кучук-Узенбаш, крымскотат. Küçük Özenbaş, Кучюк Озенбаш) — развалины средневекового замка XIII—XIV века. Расположены на южной окраине села Многоречье (бывший Кучук Узеньбаш) у одноимённого источника. Решением ВР АРК № 914-2/20 от 16 февраля 2000 года «замок Кучук-Узен-баш позднего средневековья» объявлен историческим памятником регионального значения.

## Описание
Укрепление размещалось на скальной площадке размером 65 на 40 м и площадью 0,18 гектара. С северо-востока и северо-запада скала ограничена обрывами высотой 5—15 м, с юго-запада — оврагом с глубиной до 10 м. С доступной стороны подступы были отгорожена крепостной стеной около 30 м длины, сложенной из бута на известковом растворе; в настоящее время стена сильно разрушена и почти не прослеживается на поверхности. При обследовании укрепления были найдены обломки керамики XIII—XIV века, что позволило датировать памятник. Замок был стратегически выгодно расположен — позволял контролировать южные склоны Ай-Петри и дорогу на перевал Лапата-Богаз (на Южный берег Крыма), восточные склоны массива Бойка, Кучук-Узенбашскую долину и верховья Бельбека. Археологические раскопки не производились и в научной литературе Кучук-Узенбашское укрепление не описано. Территория городища до недавнего времени находились в жилой части села и средневековые остатки перекрыты застройкой XVIII—XX века.
Существует версия, что Кучук-Узенбашский исар, вместе с деревнями Кучук-Узенбаш и Биюк-Узенбаш, входили в удел владетеля замка Кипиа в составе княжества Феодоро.